# ベトナム伝説
『ベトナム伝説』（ベトナムでんせつ、VIETNAM-LEGEND）は、日本のシンガーソングライターである遠藤ミチロウの単行本および1枚目のオリジナル・アルバム。
1984年4月10日にJICC出版よりカセットブックの形態でリリースされた。当時ザ・スターリンとしての活動を一時休止していた時期に遠藤初のソロ・アルバムとしてリリースされており、本作からはシングルとして「仰げば尊し」がリカットされた。本作は後にカセットテープに収録されていた音楽部分のみがLP、CD化されて再リリースされている。
初版では本とカセットテープが一体となったカセットブックの形態であった。付属の冊子には写真家の石垣章による写真や、漫画家の蛭子能収による漫画、コピーライターとして知られる糸井重里との対談などが掲載されている。また、カセットテープの方は遠藤によるカバーソング集となっているが、一部遠藤が作曲したオリジナル曲も含まれている。ゲストミュージシャンには当時ザ・スターリンに在籍していたJUN-BLEEDや乾純、更にはP-MODELの平沢進などが参加している。

## 背景
ザ・スターリンのアルバム『虫』（1983年）リリース後、同作を受けたコンサートツアー中の4月29日に木更津ヤンズで行われたライブ後に、荒木経惟監督のビデオマガジンの収録として、ライブ映像の他に遠藤がグルーピーの女性と性行為を行うシーンが撮影された。また当時は過激なライブパフォーマンスや観客の暴動などが問題となり、東京ではライブ会場が確保できなくなっていた。しかし、5月2日には後楽園ホールでのライブを敢行し2000人を動員した。当日は観客の暴動を恐れた主催者側からの要望により、会場の電気がすべて点灯されたまま行われた。さらに、当日は警備員が70人も配備され厳重な警戒がされていた。
6月には初めて音楽誌『ロッキング・オン』にてザ・スターリンが特集される事となり、遠藤は渋谷陽一によるインタビューを受ける事となった。渋谷はアルバム『虫』を高く評価し、両者とも吉本隆明の影響を感じさせるインタビュー記事となった。しかし、6月11日の明治学院大学での公演を最後にザ・スターリンとしての活動は休止し、音楽誌『ヤングセンス』においても〈現在、スターリンは解散状態になっているらしい。ミチロウ以外のメンバーが全員、チェンジするようだ。ということで、ここしばらくスターリンの活動はお休み〉という記事が掲載された。活動休止の理由について遠藤は「動脈硬化」と表現し、スターリンはバンド名ではなく遠藤の活動そのものの事であると発言、自身が納得できる状況でなくなったためであると述べた。
8月には遠藤が責任編集という形でソノシート付きマガジン『ING'O!』を創刊。ソノシートにはTHE WILLARDの音源が収録された。同年に情報誌『宝島』の10月号において、遠藤と糸井重里の対談が掲載された。遠藤は坂本龍一がラジオ番組でゲストのデヴィッド・ボウイに対してザ・スターリンを中傷する発言を行った事、あるいは村上龍との対談の際に「なぜ吉本隆明がミチロウを評価するのか?」などと発言した事で坂本に対して嫌悪感を抱いていた。そして糸井がYMO一派であると思い込んでいた遠藤は、当初対談には抵抗があったと述べている。しかし、両者とも吉本の影響を受けている事もあって対談は充実したものになり、遠藤は糸井に好印象を持つ事となった。

## 楽曲と音楽性

### A面
1. 「仰げば尊し」 -  Aogeba Totoshi
日本の唱歌である「仰げば尊し」（1884年）をパンク・ロック調でカバーしたものであり、遠藤は「いつかやろうと思ってた曲」と述べ、コーラスはパンク少女を集めて合唱させたものであるという[13]。遠藤は2番の歌詞である「身を立て、名を上げ、やよはげめよ」というフレーズを気に入っていると述べている[13]。
2. 「ワイルドで行こう」 - Born To Be Wild
ステッペンウルフの楽曲「ワイルドでいこう!」（1968年）のカバーであるが遠藤による日本語詞が制作されており、本曲について遠藤はヒッピー文化に対する敬意ではなく「田舎と百姓バンザイの歌」として取り上げたと語っている[14]。
3. 「好きさ・好きさ・好きさ」 - I Love You
ゾンビーズの楽曲「好きさ好きさ好きさ」（1965）のカバーであるが、本作にはザ・カーナビーツによる日本語カバーのバージョンがカバーされている。
4. 「おまえの犬になる」 - I Wanna Be Your Dog
本来であればザ・ストゥージズの楽曲「アイ・ワナ・ビー・ユア・ドッグ（英語版）」（1969年）をカバーする予定であったが、最終的に遠藤の手によるオリジナルソングとなった[14]。本曲のテーマはエロティシズムであり、遠藤は「エロの本質は差別と悪意であり、人間の開放や健康的なものとは結びつかない。人間と人間のセックスなんかちっともエロチックじゃない。動物同士っていうのもつまんない。片方が人間だったら、片方は人間じゃない、という方が人間に対して悪意に満ちてエロティックだ」と述べている[14]。
5. 「割れた鏡の中から」 - From The Clashed Mirror
ジャックスのアルバム『ジャックスの世界』（1968年）収録曲のカバー。

### B面
1. 「お母さん、いい加減あなたの顔は忘れてしまいました」 - Mother, I Can Never Remember Your Face
本曲について遠藤はボブ・ディランに捧げた曲であると言い、当初は日本語ラップを試みたがディスコビートには合わないため、ファンクではない演奏に切り替えた上であえて福島弁の語り口調で演奏する事になった[15]。また歌詞中にある「パンツのはけない留置場」という表現は遠藤が1981年にライブ中に全裸になった事で公然わいせつ罪で逮捕された時の事を描写したものであり、ライブで全裸になる際はパンツを穿かずにステージに上がっていたが、逮捕時にパンツを穿いていない事を警察から不審がられ、遠藤は「普段から穿いてません」と言い通したという[12]。その後ファンから下着類が差し入れされたが、警察側から「お前穿かないんだよな?」と言われ出所時にようやく渡された[12]。また、本曲の歌詞はほとんどが体験談などではなく創作であると遠藤は語っているが、「タマネギのみそ汁」や「ブタ肉だらけのすき焼き」などは実際に遠藤の実家で出された食事であると語り、また「おとうさんは公務員」であり、さらに父親が「家族は運命共同体だ」と発言した事もあるという[12]。歌詞が「おかあさん」で始まり「お元気ですか?」で終わる構成に関しては、日本テレビ系テレビドラマ『前略おふくろ様』（1975年 - 1977年）から引用されたものであると語っている[16]。また、この曲に限らず多くの曲で遠藤は家族崩壊をテーマにしていたと語っている[16]。映画『莫逆家族-バクギャクファミーリア-』（2012年）において監督である熊切和嘉の要望により挿入歌に選曲され、映画では新録音バージョンが使用されている[17]。
2. 「ハロー・アイ・ラヴ・ユー」 - Hello, I Love You
ドアーズの楽曲「ハロー・アイ・ラヴ・ユー」（1968年）のカバーであるが遠藤による日本語詞が制作されており、本曲について遠藤は「外国の曲は意味なんてどうでもいい。イメージだけだな」と述べた他、「かつて膣に向かって放たれていった精子が、いまや行き場所を失って街に飛び散っている。そんなイメージの歌」とも述べている[15]。
3. 「カノン」 - Kanon
ヨハン・パッヘルベルの「カノン」（1680年）に遠藤による日本語詞を載せた楽曲。遠藤はバンド結成前のソロ時代に製作されたフォークソング「ビンの中から」が原作であり、後に喫茶店で流れた「カノン」が全く同じコード進行であった事からタイトルを変更したと述べている[15]。当時P-MODELに所属していた平沢進がキーボードとギターで参加している。
4. 「渚の天婦羅ロック」 - Tenpura Rock On The Beach
当時ザ・スターリンに復帰していた乾純がドラムスで参加している。

### ボーナストラック
1. 「仰げば尊し [Instrumental]」
1986年リリースのLP版に収録された、「仰げば尊し」のインストゥルメンタルバージョン。1989年のCD版では収録されなかった。
2. 「仰げば尊し -TOUCH-ME Version 2002-」
2002年リリースのCD版に収録された。ザ・スターリンに一時期在籍していた事もある中村達也がドラムスで参加している。
3. 「仰げば尊し -Karaoke-」
2002年リリースのCD版に収録された。「仰げば尊し [Instrumental]」の再収録。

## リリース、影響
本作は1984年4月10日にJICC出版からカセットブックの形態でリリースされた。カセットテープ収録の音源は1986年1月15日にLPレコードにてキャプテン・レコードから再リリースされており、その際にジャケットが遠藤の近影に変更された上にボーナストラックとして「仰げば尊し [Instrumental]」が追加された。1989年4月21日にはキャプテンレコードよりCDにて再リリースされ、ジャケットはLP盤と同じものでボーナストラックは削除された。2002年6月17日にはジ遠藤が象に乗っているものにャケットが変更され、さらにボーナストラックとして「仰げば尊し -TOUCH-ME Version 2002-」、「仰げば尊し -Karaoke-」の2曲が収録されて北極バクテリアより再リリースされた。
本作で得た収益を元に宝島社はキャプテン・レコードを創立する事となった。また、筋肉少女帯の楽曲「元祖高木ブー伝説」（1989年）の歌詞はアルバム『虫』に収録されている曲「天プラ」を元に着想されたものであり、タイトルは本作に由来すると大槻ケンヂは述べている。

## 収録内容
- 書籍『ザ・スターリン伝説』に記載されたクレジットを参照[18]。

### 単行本（目次）
1. カラー写真
2. 漫画「ベトナム伝説」（蛭子能収）
3. 歌詞
4. アザラシによる因数分解
5. 対談 糸井重里 VS 遠藤みちろう（月刊「宝島」1983年10月号より）
6. VIETNAM NOTE
  - スターリン
  - からっぽの世界（ジャックス）
  - 田中角栄
  - ボブ・ディラン - ニューヨーク
  - ポップス
  - 演歌 - 青春

### カセットテープ（収録曲）
- CDブックレットに記載されたクレジットを参照[20]。

| #         | タイトル                                      | 作詞         | 作曲            | オリジナル・アーティスト | 時間  |
| --------- | --------------------------------------------- | ------------ | --------------- | ------------------------ | ----- |
| 1.        | 「仰げば尊し」(Aogeba Totoshi)                |              |                 |                          | 4:16  |
| 2.        | 「ワイルドで行こう」(Born To Be Wild)         | 遠藤ミチロウ | M・ボンファイア | ステッペンウルフ         | 3:02  |
| 3.        | 「好きさ・好きさ・好きさ」(I Love You)        | 漣健児       | C・ホワイト     | ザ・カーナビーツ         | 2:48  |
| 4.        | 「おまえの犬になる」(I Wanna Be Your Dog)     | 遠藤ミチロウ | 遠藤ミチロウ    |                          | 6:00  |
| 5.        | 「割れた鏡の中から」(From The Clashed Mirror) | 早川義夫     | 早川義夫        | ジャックス               | 2:05  |
| 合計時間: | 合計時間:                                     | 合計時間:    | 合計時間:       | 合計時間:                | 18:11 |

| #         | タイトル                                                                                       | 作詞         | 作曲                                      | オリジナル・アーティスト | 時間  |
| --------- | ---------------------------------------------------------------------------------------------- | ------------ | ----------------------------------------- | ------------------------ | ----- |
| 6.        | 「お母さん、いい加減あなたの顔は忘れてしまいました。」(Mother, I Can Never Remember Your Face) | 遠藤ミチロウ | 遠藤ミチロウ                              |                          | 3:59  |
| 7.        | 「ハロー・アイ・ラヴ・ユー」(Hello, I Love You)                                                | 遠藤ミチロウ | J・モリソン、R・マンザレク、J・デンズモア | ドアーズ                 | 2:38  |
| 8.        | 「カノン」(Kanon)                                                                              | 遠藤ミチロウ | パッフェルベル／補作曲：遠藤ミチロウ      | ヨハン・パッフェルベル   | 8:41  |
| 9.        | 「渚の天婦羅ロック」(Tenpura Rock On The Beach)                                                | 遠藤ミチロウ | 遠藤ミチロウ                              |                          | 3:14  |
| 合計時間: | 合計時間:                                                                                      | 合計時間:    | 合計時間:                                 | 合計時間:                | 18:32 |

| #   | タイトル                                                     | 作詞 | 作曲 | オリジナル・アーティスト | 時間 |
| --- | ------------------------------------------------------------ | ---- | ---- | ------------------------ | ---- |
| 10. | 「仰げば尊し [Instrumental]」(Aogeba Totoshi [Instrumental]) |      |      |                          | 2:45 |

| #   | タイトル                               | 作詞 | 作曲 | オリジナル・アーティスト | 時間 |
| --- | -------------------------------------- | ---- | ---- | ------------------------ | ---- |
| 10. | 「仰げば尊し -TOUCH-ME Version 2002-」 |      |      |                          | 2:23 |
| 11. | 「仰げば尊し -Karaoke-」               |      |      |                          | 2:49 |

## スタッフ・クレジット
- 書籍『ザ・スターリン伝説』に記載されたクレジットおよびCDブックレットに記載されたクレジットを参照[18][21]。

### 単行本
- 遠藤みちろう – 文、イラストレーション
- 石垣章 – 写真
- 安江水伊那 – 写真、スタイリスト
- 高田和夫 – 写真
- 蛭子能収 – 漫画
- 糸井重里 – 協力

### カセットテープ（参加ミュージシャン）
- 遠藤ミチロウ – ボーカル
- JUN-BLEED – ギター
- 尾形テルヤ – ベース
- 土田猛 – ドラムス
- 平沢進 – キーボード、ギター（「カノン」のみ）
- 乾純 – ドラムス（「渚の天婦羅ロック」のみ）
- 中村達也 – ドラムス（「仰げば尊し -TOUCH-ME Version 2002-」のみ）

### 制作スタッフ
オリジナル版
- 神崎夢現 – デザイン
- 関川誠 – 編集
- 牧野英司 – レコーディング・エンジニア
- 加藤正文 – プロデューサー、マネージメント
- 遠藤ミチロウ – プロデューサー

2002年版
- 伊東玲育 – アート・ディレクション、写真撮影
- 井上博之 – アーティスト・マネージメント
- 伊東哲男 – プロデューサー
- 遠藤ミチロウ – プロデューサー

## リリース日一覧
| No. | リリース日    | レーベル           | 規格 | カタログ番号 | 備考                                                                    | 出典          |
| --- | ------------- | ------------------ | ---- | ------------ | ----------------------------------------------------------------------- | ------------- |
| 1   | 1984年4月10日 | JICC出版           | CT   | TKR-001      | カセットブックとしてリリース                                            | [ 18 ]        |
| 2   | 1986年1月15日 | キャプテンレコード | LP   | CAP-0015-L   | ジャケット変更、曲タイトルがアルファベット表記、ボーナストラック1曲収録 |               |
| 3   | 1989年4月21日 | キャプテンレコード | CD   | CAP-1018CD   | 1986年LP盤のCD化、ボーナストラック未収録                                | [ 22 ]        |
| 4   | 2002年6月17日 | 北極バクテリア     | CD   | NB-1007      | ジャケット変更、ボーナストラック2曲収録                                 | [ 23 ]        |
| 5   | 2019年11月6日 | 北極バクテリア     | CD   | NB-1007      | 2002年CD盤の再プレス                                                    | [ 24 ] [ 25 ] |